# Melese endopyra
Melese endopyra là một loài bướm đêm thuộc phân họ Arctiinae, họ Erebidae.